# Павловичи (Житомирская область)
Павловичи (укр. Павловичі) — село на Украине, основано в 1863 году, находится в Овручском районе Житомирской области.
Код КОАТУУ — 1824285805. Население по переписи 2001 года составляет 147 человек. Почтовый индекс — 11133. Телефонный код — 4148. Занимает площадь 0,054 км².

## Адрес местного совета
11133, Житомирская область, Овручский р-н, с. Песчаница, ул. Сергея Базильчука, 1